# Angraecum rostratum
Angraecum rostratum är en orkidéart som beskrevs av Henry Nicholas Ridley. Angraecum rostratum ingår i släktet Angraecum och familjen orkidéer. Inga underarter finns listade i Catalogue of Life.